# Lista de canções em Glee (4.ª temporada)
Este artigo reúne a lista de canções interpretadas na 4.ª temporada do seriado musical estadunidense Glee. Também estão listadas abaixo as músicas de fundo da série canções que não foram interpretadas pelo elenco. 

## 1. The New Rachel
| Nome da música         | Versão original                         | Interpretada por                                                         |
| ---------------------- | --------------------------------------- | ------------------------------------------------------------------------ |
| Sister Christian †     | Night Ranger                            | Brody Weston                                                             |
| Call Me Maybe          | Carly Rae Jepsen                        | Wade "Unique" Adams, Blaine Anderson, Tina Cohen-Chang & Brittany Pierce |
| Americano/Dance Again  | Lady Gaga /Jennifer Lopez feat. Pitbull | Cassandra July & NYADA Students                                          |
| Busters Get Popped †   | Glee                                    | Stoner Brett                                                             |
| Never Say Never        | The Fray                                | Jake Puckerman                                                           |
| Ave Maria †            | Franz Schubert                          | Beatrice McClaine                                                        |
| New York State of Mind | Billy Joel                              | Rachel Berry & Marley Rose                                               |
| It's Time              | Imagine Dragons                         | Blaine Anderson & McKinley High Cheerios                                 |
| Chasing Pavements      | Adele                                   | Marley Rose & New Directions                                             |

- † destaca canções não lançadas.

### Canções de Fundo
- Salsation de David Shire.
- Sister Christian de Night Ranger.
- Kyoto de Skrillex.

## 2. Britney 2.0
| Nome da música          | Versão original              | Interpretada por                                                |
| ----------------------- | ---------------------------- | --------------------------------------------------------------- |
| Hold It Against Me      | Britney Spears               | Brittany Pierce & McKinley High Cheerios                        |
| Boys/Boyfriend          | Britney Spears/Justin Bieber | Artie Abrams & Blaine Anderson                                  |
| Womanizer               | Britney Spears               | Wade "Unique" Adams, Tina Cohen-Chang, Marley Rose & WMHS Girls |
| 3                       | Britney Spears               | Tina Cohen-Chang, Joe Hart & Sam Evans                          |
| Crazy/U Drive Me Crazy  | Aerosmith/Britney Spears     | Marley Rose & Jake Puckerman                                    |
| Oops!... I Did It Again | Britney Spears               | Rachel Berry                                                    |
| Gimme More              | Britney Spears               | Brittany Pierce & New Directions                                |
| Everytime               | Britney Spears               | Marley Rose                                                     |

- As canções foram lançadas no ep Britney 2.0.

## 3. Makeover
| Nome da música                                                      | Versão original              | Interpretada por                            |
| ------------------------------------------------------------------- | ---------------------------- | ------------------------------------------- |
| Everybody Wants to Rule the World                                   | Tears for Fears              | Blaine Anderson                             |
| Mister Monotony †‡                                                  | Judy Garland                 | Sue Silvester & Will Schuester              |
| Celebrity Skin                                                      | Hole                         | Brittany Pierce & Sam Evans                 |
| The Way You Look Tonight/You're Never Fully Dressed Without a Smile | Fred Astaire/Elenco de Annie | Isabelle Wright, Kurt Hummel & Rachel Berry |
| A Change Would Do You Good                                          | Sheryl Crow                  | Rachel Berry & Brody Weston                 |

- † destaca canções não lançadas.
- ‡ destaca performances cortadas do episódio.

### Canções de Fundo
- Party Rock Anthem de LMFAO.
- Moon River de Henry Mancini.

## 4. The Break Up
| Nome da música          | Versão original | Interpretada por |
| ----------------------- | --------------- | --- |
| Barely Breathing        | Duncan Sheik    | Blaine Anderson & Finn Hudson                                                                                            |
| Give Your Heart a Break | Demi Lovato     | Rachel Berry & Brody Weston                                                                                              |
| Teenage Dream           | Katy Perry      | Blaine Anderson |
| Don't Speak             | No Doubt        | Finn Hudson, Blaine Anderson, Rachel Berry & Kurt Hummel                                                                 |
| Mine                    | Taylor Swift    | Santana Lopez |
| The Scientist           | Coldplay        | Finn Hudson, Blaine Anderson, Santana Lopez, Kurt Hummel, Brittany Pierce, Will Schuester, Emma Pillsbury & Rachel Berry |

## 5. The Role You Were Born To Play
| Nome da música            | Versão original  | Interpretada por                                         |
| ------------------------- | ---------------- | -------------------------------------------------------- |
| Hopelessly Devoted To You | Elenco de Grease | Blaine Anderson                                          |
| Blow Me (One Last Kiss)   | P!nk             | Wade "Unique" Adams & Marley Rose                        |
| Juke Box Hero             | Foreigner        | Finn Hudson & Ryder Lynn                                 |
| Everybody Talks           | Neon Trees       | Jake Puckerman & Kitty Wilde                             |
| Born To Hand Jive         | Elenco de Grease | Mercedes Jones, Marley Rose, Jake Puckerman e Ryder Lynn |

## 6. Glease
| Nome da música                      | Versão original  | Interpretada por                                                                                                  |
| ----------------------------------- | ---------------- | --- |
| Greased Lightning                   | Elenco de Grease | Ryder Lynn, Sam Evans, Artie Abrams, Mike Chang, Joe Hart, Finn Hudson & Jake Puckerman                           |
| Look At Me, I'm Sandra Dee          | Elenco de Grease | Kitty Wilde & New Directions Girls                                                                                |
| Beauty School Drop Out              | Elenco de Grease | Blaine Anderson & New Directions Girls                                                                            |
| Look At Me I'm Sandra Dee (Reprise) | Elenco de Grease | Marley Rose |
| There Are Worse Things I Can Do     | Elenco de Grease | Santana Lopez, Cassandra July & Wade "Unique" Adams                                                               |
| You're the One That I Want          | Elenco de Grease | Ryder Lynn, Marley Rose, Finn Hudson, Rachel Berry, Santana Lopez, Blaine Anderson, Kurt Hummel & Brittany Pierce |

### Canções de Fundo
- O Fortuna de Carmina Burana.

## 7. Dynamic Duets
| Nome da música         | Versão original              | Interpretada por |
| ---------------------- | ---------------------------- | --- |
| Dark Side              | Kelly Clarkson               | Blaine Anderson & Dalton Academy Warblers                                                                                     |
| Superman               | The Clique (Versão do R.E.M) | Jake Puckerman & Ryder Lynn                                                                                                   |
| Holding Out For A Hero | Bonnie Tyler                 | Kitty Wilde, Marley Rose & New Directions                                                                                     |
| Heroes                 | David Bowie                  | Sam Evans & Blaine Anderson                                                                                                   |
| Some Nights            | Fun.                         | Blaine Anderson, Jake Puckerman, Ryder Lynn, Joe Hart, Sam Evans, Kitty Wilde, Marley Rose, Tina Cohen-Chang & New Directions |

## 8. Thanksgiving
| Nome da música                                                             | Versão original                              | Interpretada por                                                                      |
| -------------------------------------------------------------------------- | -------------------------------------------- | ------------------------------------------------------------------------------------- |
| Home/Homeward Bound                                                        | Phillip Phillips/Simon & Garfunkel           | Quinn Fabray, Noah Puckerman, Mike Chang, Santana Lopez, Mercedes Jones & Finn Hudson |
| Come See About Me                                                          | The Supremes                                 | Quinn Fabray, Brittany Pierce & Santana Lopez                                         |
| Whistle                                                                    | Flo Rida                                     | Hunter Clarington & Dalton Academy Warblers                                           |
| Live While We're Young                                                     | One Direction                                | Sebastian Smythe, Hunter Clarington & Dalton Academy Warblers                         |
| Let’s Have a Kiki/Turkey Lurkey Time                                       | Scissor Sisters/Elenco de Promises, Promises | Isabelle Wright, Kurt Hummel & Rachel Berry                                           |
| Over the River and Through the Wood/She'll Be Coming 'Round the Mountain † | Lydia Maria Child/Carl Sandburg              | The Rosedale Mennonites                                                               |
| Gangnam Style                                                              | Psy                                          | Tina Cohen-Chang & New Directions                                                     |

- † destaca canções não lançadas.

### Canções de Fundo
- Fantastic Baby de BIGBANG
- Gangnam Style de PSY

### Curiosidades
- Foi lançada uma versão de "Let's Have a Kiki" sem a parte de "Turkey Lurkey Time".
- Nenhum dos atores fala realmente coreano, e tiveram que aprender cada palavra da canção "Gangnam Style".
  - Becca Tobin levou mais de quatro horas em estúdio para poder gravar apenas uma linha da canção.

## 9. Swan Song
| Nome da música               | Versão original                                                           | Interpretada por                                                                                         |
| ---------------------------- | ------------------------------------------------------------------------- | --- |
| Something Stupid             | Frank Sinatra & Nancy Sinatra (Versão de Robbie Williams & Nicole Kidman) | Sam Evans & Brittany Pierce                                                                              |
| All That Jazz                | Elenco de Chicago                                                         | Cassandra July & Rachel Berry                                                                            |
| Being Good Isn’t Good Enough | Elenco de Hallelujah, Baby! (Versão de Barbra Streisand)                  | Rachel Berry                                                                                             |
| O Holy Night                 | Adolphe Adam                                                              | Rachel Berry                                                                                             |
| Being Alive                  | Elenco de Company                                                         | Kurt Hummel                                                                                              |
| Don’t Dream It’s Over        | Crowded House                                                             | Finn Hudson, Marley Rose, Tina Cohen-Chang, Blaine Anderson, Sam Evans, Brittany Pierce & New Directions |

### Canções de Fundo
- Ebben? Ne andrò lontana de Maria Callas.
- Moonlight Sonata de The Swingle Singers.
- Don't You (Forget About Me) de Simple Minds.
- Sylvia de Léo Delibes.

## 10. Glee, Actually
| Nome da música                  | Versão original                                        | Interpretada por |
| ------------------------------- | ------------------------------------------------------ | --- |
| Feliz Navidad                   | José Feliciano                                         | Artie Abrams |
| White Christmas                 | Irving Berlin (Versão de Michael Bublé & Shania Twain) | Blaine Anderson & Kurt Hummel |
| Hanukkah Oh Hanukkah            | Tradicional (Arranjo de Barenaked Ladies)              | Jake Puckerman & Noah Puckerman |
| Jingle Bell Rock                | Bobby Helms                                            | Sam Evans & McKinley High Cheerios                                                                                                  |
| The First Noel                  | Davies Gilbert                                         | Marley Rose |
| Have Yourself a Merry Christmas | Judy Garland                                           | Marley Rose, Noah Puckerman, Jake Puckerman, Sam Evans, Brittany Pierce, Blaine Anderson, Kurt Hummel, Finn Hudson & New Directions |

## 11. Sadie Hawkins
| Nome da música               | Versão original                            | Interpretada por                                                                  |
| ---------------------------- | ------------------------------------------ | --------------------------------------------------------------------------------- |
| I Don't Know How to Love Him | Elenco de Jesus Christ Superstar           | Tina Cohen-Chang                                                                  |
| Baby Got Back                | Sir Mix-a-Lot (Versão de Jonathan Coulton) | Adam Crawford & The Adam's Apples                                                 |
| Tell Him                     | Bert Berns (Versão de The Exciters)        | Marley Rose, Brittany Pierce & New Directions Girls                               |
| No Scrubs                    | TLC                                        | Artie Abrams, Blaine Anderson, Ryder Lynn, Sam Evans & Joe Hart                   |
| Locked Out of Heaven         | Bruno Mars                                 | Marley Rose, Wade "Unique" Adams, Sugar Motta, Tina Cohen-Chang & Brittany Pierce |
| I Only Have Eyes For You     | The Flamingos                              | Ryder Lynn, Artie Abrams & Joe Hart                                               |

### Canções de Fundo
- Changing Colours de Paper Crows
- Girl I Got a Thing de Ian Axel
- Alive and Kicking de Simple Minds
- The 305 (HOP version) de Rae

## 12. Naked
| Nome da música                                     | Versão original                        | Interpretada por |
| -------------------------------------------------- | -------------------------------------- | --- |
| Fondue For Two †                                   | Glee                                   | Brittany Pierce |
| Torn                                               | Ednaswap (Versão de Natalie Imbruglia) | Rachel Berry & Rachel Berry |
| Centerfold/Hot In Here                             | The J. Geils Band/Nelly                | Sam Evans, Jake Puckerman, Ryder Lynn, Kitty Wilde, Blaine Anderson, Joe Hart & McKinley High Cheerios                                                     |
| A Thousand Years                                   | Christina Perri feat. Steve Kayzee     | Marley Rose & Jake Puckerman |
| Let Me Love You (Until You Learn to Love Yourself) | Ne-Yo                                  | Jake Puckerman |
| Love Song                                          | Sara Bareilles                         | Rachel Berry, Quinn Fabray & Santana Lopez |
| Trouty Mouth †                                     | Glee                                   | Santana Lopez |
| This Is the New Year                               | A Great Big World                      | Blaine Anderson, Marley Rose, Jake Puckerman, Artie Abrams, Ryder Lynn, Wade "Unique" Adams, Brittany Pierce, Sam Evans, Tina Cohen-Chang & New Directions |

- † destaca canções não lançadas.

### Canções de Fundo
- Oh Yeah de Yello.

## 13. Diva
| Nome da música              | Versão original                                                        | Interpretada por                                 |
| --------------------------- | ---------------------------------------------------------------------- | ------------------------------------------------ |
| Diva                        | Beyoncé                                                                | Wade"Unique", Brittany Pierce, Tina Conhen-Chang |
| Don't Stop Me Now           | Queen                                                                  | Blaine Anderson & New Directions                 |
| Nutbush City Limits         | Ike Turner & Tina Turner                                               | Santana Lopez & The Cardinals                    |
| Make No Mistake, She's Mine | Barbra Streisand e Kim Carnes (Versão de Kenny Rogers & Ronnie Milsap) | Santana Lopez & Sam Evans                        |
| Bring Him Home              | Elenco de Les Misérables                                               | Kurt Hummel & Rachel Berry                       |
| Dancing On My Own †‡        | Robyn                                                                  | Brittany S Pierce                                |
| Hung Up                     | Madonna                                                                | Tina Cohen-Chang                                 |
| Girl on Fire                | Alicia Keys                                                            | Santana Lopez                                    |

- † destaca canções não lançadas.
- ‡ destaca performances cortadas do episódio.

## 14. I Do
| Nome da música              | Versão original                                    | Interpretada por |
| --------------------------- | -------------------------------------------------- | --- |
| You’re All I Need To Get By | Marvin Gaye & Tammi Terrell                        | Jake Puckerman & Marley Rose |
| (Not) Getting Married Today | Elenco de Company                                  | Mercedes Jones, Will Schuester & Emma Pillsbury                                                                                                   |
| Just Can't Get Enough       | Depeche Mode                                       | Kurt Hummel & Blaine Anderson |
| We've Got Tonight           | Bob Seger (Versão de Kenny Rogers & Sheena Easton) | Finn Hudson, Rachel Berry, Kurt Hummel, Blaine Anderson, Marley Rose, Jake Puckerman, Quinn Fabray, Santana Lopez, Artie Abrams & Betty Pillsbury |
| Anything Could Happen       | Ellie Goulding                                     | Marley Rose, Artie Abrams, Jake Puckerman & New Directions                                                                                        |

### Canções de Fundo
- Dance Hall Days de Wang Chung
- Habanera de Carmen

## 15. Girls (and Boys) on Film
| Nome da música                                  | Versão original                                | Interpretada por                                                | Filme                                  |
| ----------------------------------------------- | ---------------------------------------------- | --------------------------------------------------------------- | -------------------------------------- |
| You're All The World To Me                      | Fred Astaire                                   | Will Schuester & Emma Pillsbury                                 | Royal Wedding                          |
| Shout                                           | The Isley Brothers                             | Blaine Anderson, Brittany Pierce & New Directions               | Animal House                           |
| Come What May                                   | Elenco de Moulin Rouge                         | Blaine Anderson & Kurt Hummel                                   | Moulin Rouge!                          |
| Old Time Rock and Roll/Danger Zone              | Bob Seger/Kenny Loggins                        | Blaine,Anderson, Sam Evans, New Directions Boys                 | Risky Business/Top Gun                 |
| Diamonds Are a Girl's Best Friend/Material Girl | Marilyn Monroe/Madonna                         | Wade "Unique" Adams, Marley Rose & New Directions Girls         | Gentlemen Prefer Blondes/Moulin Rouge! |
| In Your Eyes                                    | Peter Gabriel                                  | Will Schuester & New Directions                                 | Say Anything...                        |
| Unchained Melody                                | Todd Duncan (Versão de The Righteous Brothers) | Jake Puckerman & Ryder Lynn                                     | Ghost                                  |
| Footloose                                       | Kenny Loggins                                  | Artie Abrams, Joe Hart, Sam Evans, Kitty Wilde & New Directions | Footloose                              |

## 16. Feud
| Nome da música                 | Versão original                                      | Interpretada por                                        |
| ------------------------------ | ---------------------------------------------------- | ------------------------------------------------------- |
| How to Be a Heartbreaker       | Marina and the Diamonds                              | Brody Weston & Rachel Berry                             |
| Closer †                       | Tegan and Sara                                       | Brody Weston                                            |
| The Bitch Is Back/Dress You Up | Elton John/Madonna                                   | Ryder Lynn & Wade "Unique" Adams                        |
| Cold Hearted                   | Paula Abdul                                          | Santana Lopez                                           |
| Bye Bye Bye/I Want It That Way | 'N Sync/Backstreet Boys                              | Will Schuester & Finn Hudson                            |
| I Still Believe/Super Bass     | Brenda K. Starr (Versão de Mariah Carey)/Nicki Minaj | Blaine Anderson, Sue Sylvester & McKinley High Cheerios |
| Closer                         | Tegan and Sara                                       | Jake Puckerman, Ryder Lynn & New Directions             |

- † destaca canções não lançadas.

### Canções de Fundo
- O Fortuna de Carmina Burana.

## 17. Guilty Pleasures
| Nome da música                           | Versão original | Interpretada por |
| ---------------------------------------- | --------------- | --- |
| Wake Me Up Before You Go-Go              | Wham!           | Blaine Anderson, Sam Evans & New Directions                                                                                          |
| Fondue For Two                           | Glee            | Brittany Pierce |
| Copacabana                               | Barry Manilow   | Sam Evans & New Directions |
| Against All Odds (Take a Look at Me Now) | Phil Collins    | Blaine Anderson |
| Wannabe                                  | Spice Girls     | New Directions Girls |
| My Prerogative                           | Bobby Brown     | Jake Puckerman & New Directions Boys                                                                                                 |
| Creep                                    | Radiohead       | Brody Weston & Rachel Berry |
| Mamma Mia                                | ABBA            | Rachel Berry, Kurt Hummel, Santana Lopez, Marley Rose, Kitty Wilde, Sam Evans, Blaine Anderson, Unique "Wade" Adams & New Directions |

## 18. Shooting Star
| Nome da música  | Versão original | Interpretada por                                                                                    |
| --------------- | --------------- | --------------------------------------------------------------------------------------------------- |
| Your Song       | Elton John      | Ryder Lynn                                                                                          |
| More Than Words | Extreme         | Sam Evans, Brittany Pierce & New Directions                                                         |
| Say             | John Mayer      | Blaine Anderson, Marley Rose, Ryder Lynn, Kitty Wilde, Sam Evans, Brittany Pierce, & New Directions |

### Canções de Fundo
- One In a Million de The Platters.

## 19. Sweet Dreams
| Nome da música                      | Versão original           | Interpretada por                                                              |
| ----------------------------------- | ------------------------- | ----------------------------------------------------------------------------- |
| Next To Me                          | Emeli Sandé               | Shelby Corcoran & Rachel Berry                                                |
| Fight for Your Right (To Party)     | The Beastie Boys          | Finn Hudson & Noah Puckerman                                                  |
| You Have More Friends Than You Know | Mervyn Warren & Jeff Marx | Marley Rose, Blaine Anderson, Sam Evans & Wade "Unique" Adams                 |
| Don't Stop Believin'                | Journey                   | Rachel Berry                                                                  |
| Outcast                             | Glee                      | Marley Rose, Jake Puckerman, Wade "Unique" Adams, Ryder Lynn & New Directions |

### Canções de Fundo
- Land of Hope and Glory (Pomp and Circumstance, March No. 1) de Edward Elgar.
- Harlem Shake de Baauer.
- Sexy and I Know It de LMFAO.
- Walkürenritt (Ride of the Valkyries) de Richard Wagner
- Big Lights (Into the Wild) de Sam Adams.
- Ebben, ne andrò lontana from La Wally de Alfredo Catalani.

## 20. Lights Out
| Nome da música                  | Versão original         | Interpretada por                                                                               |
| ------------------------------- | ----------------------- | ---------------------------------------------------------------------------------------------- |
| The Star-Spangled Banner †      | Francis Scott Key       | Frida Romero                                                                                   |
| You've Lost that Lovin' Feelin' | The Righteous Brothers  | Sam Evans & Ryder Lynn                                                                         |
| Everybody Hurts                 | R.E.M.                  | Ryder Lynn                                                                                     |
| We Will Rock You                | Queen                   | Artie Abrams, Blaine Anderson, Jake Puckerman, Ryder Lynn & New Directions                     |
| Little Girls                    | Elenco de Annie         | Sue Sylvester                                                                                  |
| At The Ballet                   | Elenco de A Chorus Line | Santana Lopez, Kurt Hummel, Rachel Berry & Isabelle Wright                                     |
| Longest Time                    | Billy Joel              | Artie Abrams, Jake Puckerman, Kitty Wilde, Marley Rose, Ryder Lynn, Sam Evans & New Directions |

- † destaca canções não lançadas.

### Performances de Dança
- Call on Me de Eric Prydz dançada por Blaine Anderson e os alunos da aula de ginástica.

## 21. Wonder-ful
| Nome da música                      | Versão original | Interpretada por                                              |
| ----------------------------------- | --------------- | ------------------------------------------------------------- |
| Signed, Sealed, Delivered I'm Yours | Stevie Wonder   | Kitty Wilde                                                   |
| Superstition                        | Stevie Wonder   | Mercedes Jones, Marley Rose, Blaine Anderson & New Directions |
| You Are the Sunshine of My Life     | Stevie Wonder   | Kurt Hummel                                                   |
| I Wish                              | Stevie Wonder   | Jake Puckerman & New Directions                               |
| Uptight (Everything’s Alright)      | Stevie Wonder   | Cassandra July & NYADA Students                               |
| Higher Ground                       | Stevie Wonder   | Mercedes Jones                                                |
| For Once in My Life                 | Stevie Wonder   | Artie Abrams & New Directions                                 |

## 22. All or Nothing
| Nome da música     | Versão original            | Interpretada por                                                                                        |
| ------------------ | -------------------------- | --- |
| To Love You More   | Céline Dion                | Rachel Berry                                                                                            |
| My Cup             | Glee                       | Brittany Pierce & Artie Abrams                                                                          |
| Fondue For Two †   | Glee                       | Brittany Pierce                                                                                         |
| Rainbow Connection | Kermit the Frog            | Brandon Levin & The Waffletoots                                                                         |
| Clarity            | Zedd feat. Foxes           | Frida Romero & The Hoosierdaddies                                                                       |
| Wings              | Little Mix                 | Frida Romero & The Hoosierdaddies                                                                       |
| Hall of Fame       | The Script feat. will.i.am | Jake Puckerman, Ryder Lynn, Sam Evans, Joe Hart, Artie Abrams & New Directions                          |
| I Love It          | Icona Pop feat. Charli XCX | Kitty Wilde, Tina Cohen-Chang, Brittany Pierce, Sugar Motta, Wade "Unique" Adams & New Directions Girls |
| All Or Nothing     | Glee                       | Marley Rose, Blaine Anderson & New Directions                                                           |

- † destaca canções não lançadas.